# Мейлисервет Кадын-эфенди
Мейлисерве́т Кады́н-эфе́нди (тур. Meyliservet Kadın Efendi; 21 октября 1854 — 19 октября 1891/9 декабря 1903, Стамбул) — четвёртая жена (кадын-эфенди) османского султана Мурада V и мать Фехиме-султан.

## Биография
Сведения о происхождении Мейлисервет Кадын-эфенди противоречивы. Из достоверных данных известно лишь, что родилась она 21 октября 1854 года.
Турецкий историк Йылмаз Озтуна указывает, что Мейлисервет была родом из Батуми; этой же версии придерживается и турецкий мемуарист Харун Ачба, отмечая, что принадлежала она к черкесской семье и в раннем возрасте была отдана во дворец. Турецкий историк и журналист Зия Шакир, редактор мемуаров Филизтен Ханым-эфенди, в книге «28 лет во дворце Чыраган» указывает, что «Мейлисервет… была из семьи госчиновника и не была невольницей, а попала во дворец благодаря странной случайности и по собственному желанию». Он также пишет, что Мейлисервет получила образование в Риме благодаря шурину, служившему там послом. Вернувшись в Стамбул, она познакомилась с единокровной сестрой будущего султана Мурада V Рефиёй-султан и была приглашена в её дворец, где Мейлисервет выделили отдельные покои. Когда наследник навестил единокровную сестру в один из праздников, он также познакомился с Мейлисервет, а затем, по её собственному желанию, предоставил ей покои в гареме. Поскольку она была «свободной» девушкой, будущий султан должен был заключить с ней официальный брак; согласно Алдерсону, это произошло в июне 1874 года, Ачба указывает точную дату — 8 июня 1874 года. Мейлисервет стала четвёртой женой (кадын-эфенди) султана Мурада V. Летом 1875 года Мейлисервет Кадын-эфенди родила своего единственного ребёнка — дочь Фехиме-султан.
Незадолго до смерти она перенесла лихорадку. Шакир пишет, что «однажды вечером Мейлисервет собрала вокруг любимых калф, они читали роман под названием „Хасан Меллах“, а сама она внимательно слушала. Фехиме-султан тихо бренчала на фортепиано. В это время одна из калф закричала: „Господи, мышь!“ Все остальные девушки тоже начали истошно вопить». Произошедшее потрясло Мейлисервет Кадын-эфенди и усугубило её состояние: сначала она онемела, на третий день написала завещание, а на четвёртый скончалась. Сакаоглу пишет, что поскольку её деверь султан Абдул-Хамид II цензурировал любые известия о семье свергнутого султана, дата её смерти и место захоронения публично не оглашались. Однако Йылмаз Озтуна в книге «Государства и династии» пишет, что она скончалась 19 октября 1891 года, а Ачба — что Мейлисервет скончалась в заключении в Чырагане 9 декабря 1903 года и была похоронена в тюрбе близ пирса Бостан в Эюпе.